# National- und Universitätsbibliothek Zagreb

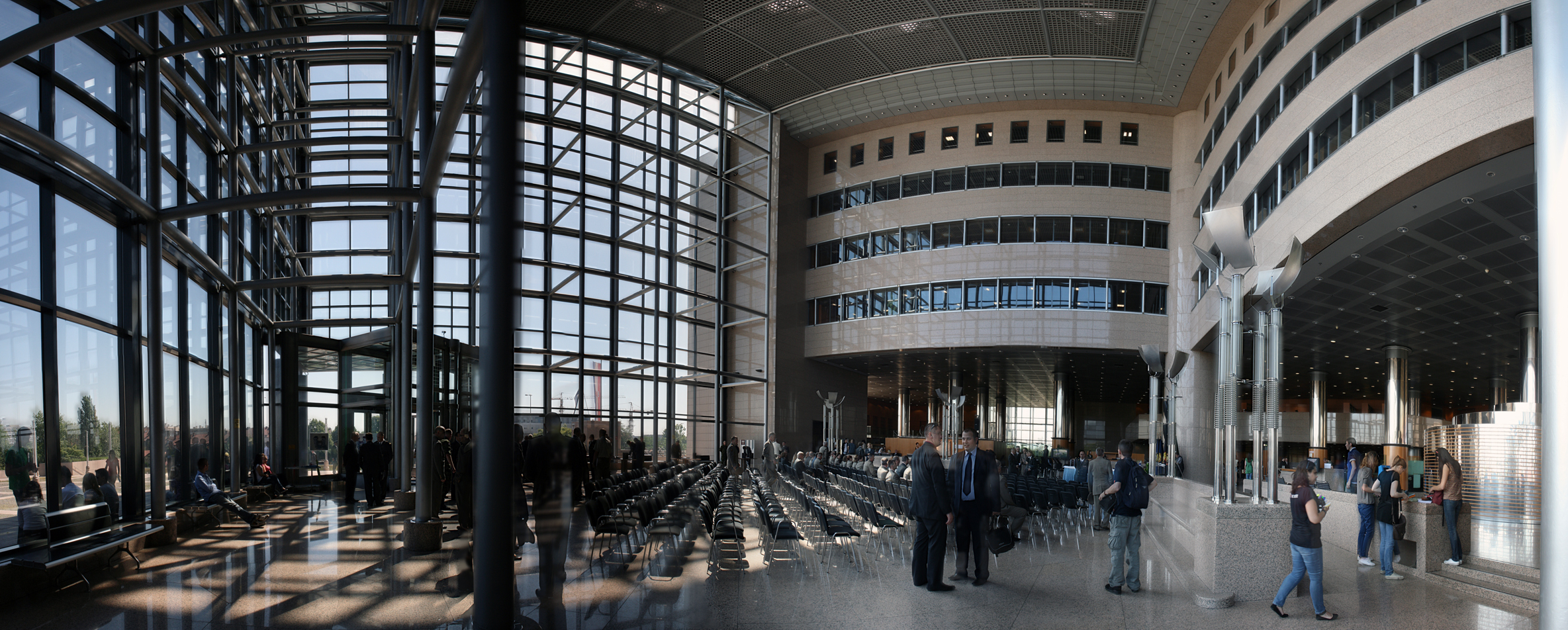
Eingangshalle im Erdgeschoss der Bibliothek

Die National- und Universitätsbibliothek Zagreb (kroatisch Nacionalna i sveučilišna knjižnica u Zagrebu), abgekürzt NSK, ist sowohl die Nationalbibliothek Kroatiens als auch die Universitätsbibliothek der Universität Zagreb. Sie hat ihren Sitz in der Stadt Zagreb und ist mit über 2 Millionen Bänden die bedeutendste Sammlung von Literatur in kroatischer Sprache.
Die Sammlung der National- und Universitätsbibliothek Zagreb und des Altslawischen Instituts Zagreb enthält u. a. auch das erste gedruckte kroatischsprachige Buch aus dem Jahre 1483, bedeutende alte deutschsprachige Schriften und seltenes historisches Kartenmaterial.
Derzeitige Generaldirektorin der Bibliothek ist Tatjana Petrić.

## Geschichte

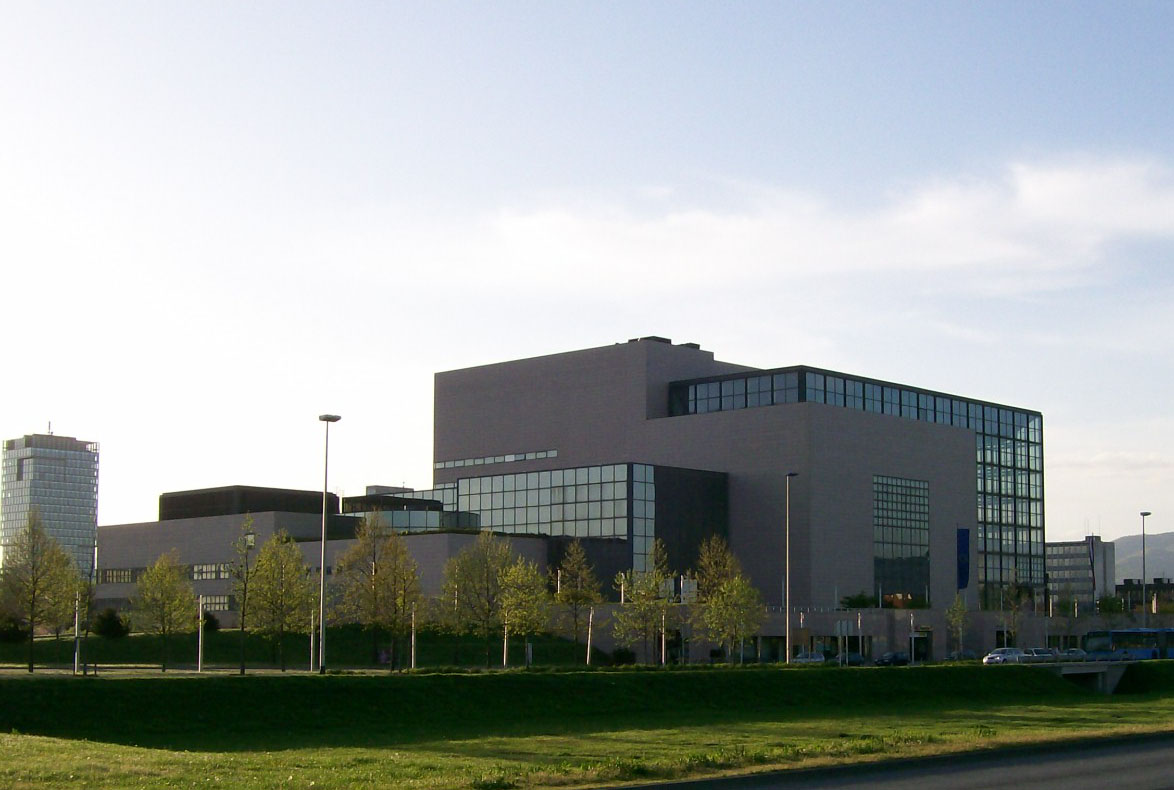
Rückseite der Bibliothek

Die National- und Universitätsbibliothek Zagreb wurde 1607 als Teil der von Jesuiten geführten Klosterhochschule Neoacademia Zagrabiensis (1669 Anerkennung durch Kaiser Leopold I.) gegründet. Eng verbunden mit der Geschichte der späteren Universität Zagreb wurde sie 1776 Bibliothek der Königlichen Akademie der Wissenschaften (Regia Scientiarum Academia) und schließlich 1874 Universitätsbibliothek Zagreb. Während des 19. Jahrhunderts übernahm die Bibliothek auch Aufgaben einer Nationalbibliothek.
1913 erhielt sie ein neues Haus am Marulićplatz. Nach mehr als 80 Jahren zog sie am 28. Mai 1995 in ihr derzeitiges Gebäude. Die National- und Universitätsbibliothek Zagreb umfasst heute zusätzlich noch sechs Fakultätsbibliotheken und betreut insgesamt 32 weitere Bibliotheken in Kroatien.

## Bestände
Etwa 50 % des Buchbestandes sind in kroatischer Sprache verfasst. Der Rest gliedert sich in 20 % englische, 12 % deutsche, und jeweils rund 5 % französische, italienische und russische Literatur. Hervorzuheben ist die besonders dichte Sammlung an deutschen historischen Buchbeständen.
- 2.015.720 Monographien
- 24.180 Schriftenreihen, davon
  - 1.624 aktuelle Schriftenreihen (CROATICA)
  - 205 aktuelle Zeitungen und Zeitschriften (CROATICA)
  - 1.232 fremdsprachige Schriftenreihen
- 314.427 Mikrofilme
- 142.113 Manuskripte
- 28.101 Kartografische Titel
- 17.580 Musiktitel
- 11.735 Audiovisuelle Titel